# Gran Sudbury
Gran Sudbury (en francés: Grand Sudbury, en inglés: Greater Sudbury) es una ciudad ubicada en la provincia de Ontario, Canadá. Gran Sudbury fue creado en 2001 al fusionar dos ciudades y pueblos de la región municipal de Sudbury, junto con otros municipios aledaños. 
Es la ciudad más grande en población en el norte de Ontario, y la 24ª área metropolitana más grande en Canadá. En terreno, es la ciudad más grande de Ontario, El séptimo municipio en área de Canadá y la municipalidad más grande en la zona en inglés legalmente diseñada como una ciudad.
Gran Sudbury es una de las cinco ciudades en Ontario (las otras son Toronto, Ottawa, Hamilton y Kawartha Lakes) que son independientes del distrito, condado o municipalidad regional.
También es la única ciudad que tiene dos nombres oficiales (su nombre en francés es Grand-Sudbury, donde el francés es la lengua materna de un tercio de su población). A diferencia de algunas ciudades como Greater Toronto o Greater Montreal, el nombre "Greater Sudbury" se refiere a una sola ciudad, no a una unión de diferentes municipalidades. Sin embargo, el nombre Sudbury, sin sus modificaciones oficiales, aún es muy común escucharlo a diario.
El último censo del área metropolitana incluía a la ciudad, reservas indias del Lago Whitefish y Wannapitae, y tenía una población de 161 124 en el censo del 2016. Statistics Canada estima que Gran Sudbury tiene una población neta de 165 322. Informalmente, algunos residentes del área podrían considerar dentro del área a Markstay Warren, St. Charles y French River, una región conocida como el este de Sudbury, así como las comunidades alejadas de Estaire y Cartier.